# قسم تشنارود الجنوبي الريفي (مقاطعة تشادغان)
قسم تشنارود الجنوبي الريفي (بالفارسية: دهستان چنارود جنوبی) هي منطقة سكنية تقع في Chenarud District في إيران. يقدر عدد سكانها بـ 2,651 نسمة .